# Taussac-la-Billière
Taussac-la-Billière is een gemeente in het Franse departement Hérault (regio Occitanie) en telt 390 inwoners (2004). De plaats maakt deel uit van het arrondissement Béziers.

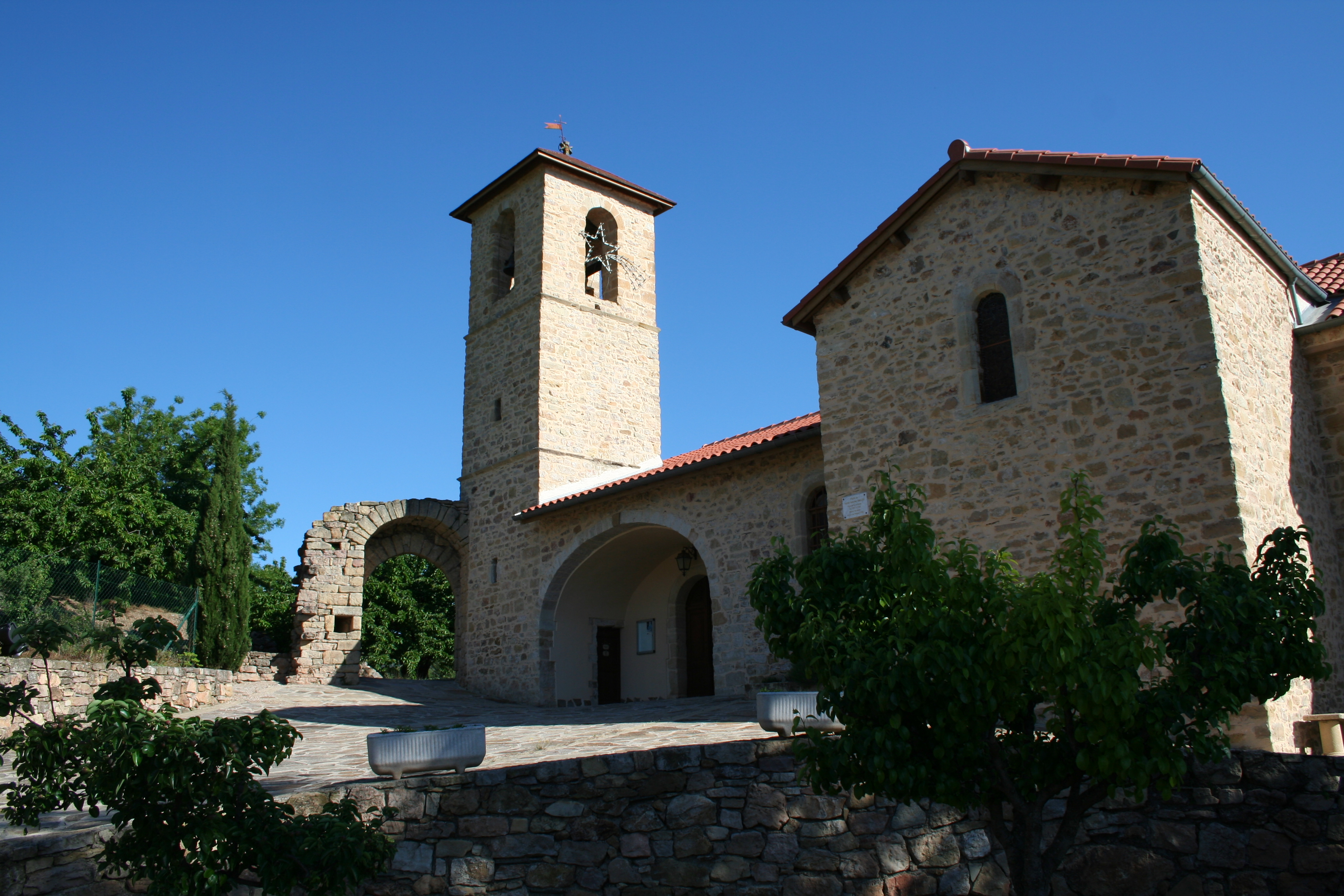
Kerk

## Geografie
De oppervlakte van Taussac-la-Billière bedraagt 14,3 km², de bevolkingsdichtheid is 27,3 inwoners per km².
De onderstaande kaart toont de ligging van Taussac-la-Billière met de belangrijkste infrastructuur en aangrenzende gemeenten.

## Demografie
Onderstaande figuur toont het verloop van het inwonertal (bron: INSEE-tellingen).